# مک‌هنری (ایلینوی)
مک‌هنری، ایلینوی (به انگلیسی: McHenry, Illinois) یک شهر در ایالات متحده آمریکا با جمعیت ۲۶٬۹۹۲ نفر است که در شهرستان مک‌هنری واقع شده‌است.